# 이도경 (1982년)
이도경(1982년 1월 22일 ~ )은 대한민국의 배우이다.

## 학력
- 청주대학교 연극영화학과 졸업

## 출연작

### TV드라마
- 1998년 KBS1 청소년드라마 《신세대 보고 어른들은 몰라요》
- 1998년 MBC 일일시트콤 《남자 셋 여자 셋》
- 1998년 SBS 일일연속극 《미우나 고우나》
- 1999년 MBC 특별기획드라마 《왕초》
- 2001년 MBC 일일연속극 《결혼의 법칙》 ... 조아라 역
- 2002년 MBC 주말연속극 《맹가네 전성시대》
- 2006년 SBS 금요드라마 《어느날 갑자기》

## 광고
- LG 오데뜨
- 기초 화장품
- LG 플레트론 평면 TV
- 농심 생생 떡볶이
- 농심 새우깡

### 뮤직비디오
- NRG 우리들만의 세상